# المدرسة الدولية (بلفيو، واشنطن)
المدرسة الدولية هي مدرسة دولية خاصة تقع في واشنطن، الولايات المتحدة.

## الروابط الخارجية
1. ↑  Best High Schools in the US | Top US High Schools | Education - US News نسخة محفوظة 28 يناير 2018 على موقع واي باك مشين.
2. ↑  http://www.ed.gov/programs/nclbbrs/2004/public-pdf%5Bوصلة+مكسورة%5D

- The Bellevue School District
- International School